# أيفورايتون (كونيتيكت)
أيفورايتون (بالإنجليزية: Ivoryton)‏ هي منطقة سكنية تقع في الولايات المتحدة في كونيتيكت.

## أعلام
- لي تيرجيسين